# Valentin Esterházy
Pour les articles homonymes, voir Esterházy.
Valentin Ladislas, comte d'Esterházy, né le 22 octobre 1740 au Vigan et mort le 23 juillet 1805, est un militaire français d'origine hongroise.

## Origines
Valentin Ladislas Esterházy est le fils du comte Antoine-Joseph Esterházy, petit-fils du comte Antoine Esterházy et cousin de la branche hongroise des Esterházy, qui a soutenu l'insurrection menée par François II Rákóczi contre les Habsbourg au début du XVIIIe siècle. Sa mère était Philippine de la Nougarède, d'une vieille famille militaire au Vigan.
Le père de Valentin est mort en 1743, après avoir été blessé à la Bataille de Dettingen. Sa famille est laissée sans ressource ; alors sa veuve Philippine voyage à Versailles pour qu'elle puisse obtenir du soutien. Elle ne peut obtenir que la moitié de la pension de son mari,. En 1749, Philippine demenage sa famille à Paris pour chercher du soutien des amis de son mari. Le comte de Bercheny, camarade ancien de son mari, lui propose d'adopter Valentin, de pourvoir à son éducation, et lui donne une place dans son régiment.

## Carrière militaire
Engagé très jeune dans le régiment de hussards de Bercheny, il y fit les campagnes de la guerre de Sept Ans en Allemagne. Le 6 mai 1764, grâce à Étienne François de Choiseul, il devient colonel d'un régiment de hussards portant son nom, le Hussard-Esterházy.
En mars 1770, il est chargé par le duc de Choiseul d'aller porter à Vienne à l'archiduchesse d'Autriche Marie-Antoinette le portrait du dauphin, en vue de leur mariage. Il devient alors un des proches de la Reine qu'il accompagne souvent dans son domaine de Trianon durant les vingt années qui suivent.
Membre du conseil de la guerre, il est gouverneur de Rocroy et maréchal de camp lorsqu'éclate la Révolution française. Il est aussi governeur de la garnison de Valenciennes à partir de mai 1789, quand les premiers émigrés lui viennent chercher secours pour émigrer. Il aide le comte d'Artois ainsi que ses fils à voyager à Bruxelles en juillet avec une escorte des hussards-Esterházy. Il aide aussi le Prince de Condé et ses fils,.
Il émigre avec les frères du roi puis se retire en Russie où Catherine II puis Paul Ier lui accordent des terres.

## À la cour
Valentin Esterhazy a vécu à la cour du roi Stanislas à Lunéville de 1753 à 1757, dans la famille de son grand-cousin le futur maréchal de Bercheny, dont la grand-mère maternelle était Maria Estrehazy, sœur ainée de l'arrière-grand-père de Valentin.
Le comte Esterházy est l'un des proches de la reine Marie-Antoinette.
Proche de Ladislas Ignace de Bercheny, comte Bercsényi, après la mort de son père en 1750, il s'intègre facilement à la cour de Lunéville. Engagé dans la guerre de Sept Ans, il obtient une promotion dans la Légion Royale (futur 111e régiment d'infanterie de ligne).

## Vie privée

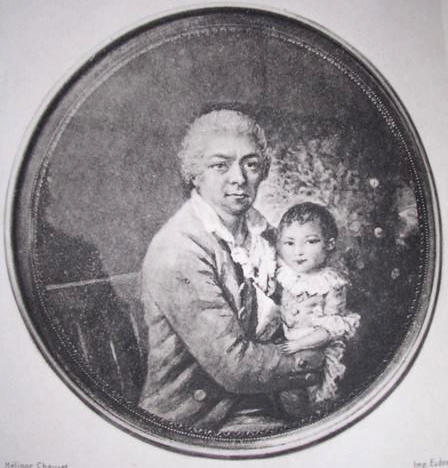
Valentin Esterházy et son fils Gaspard-Philippe-Valentin

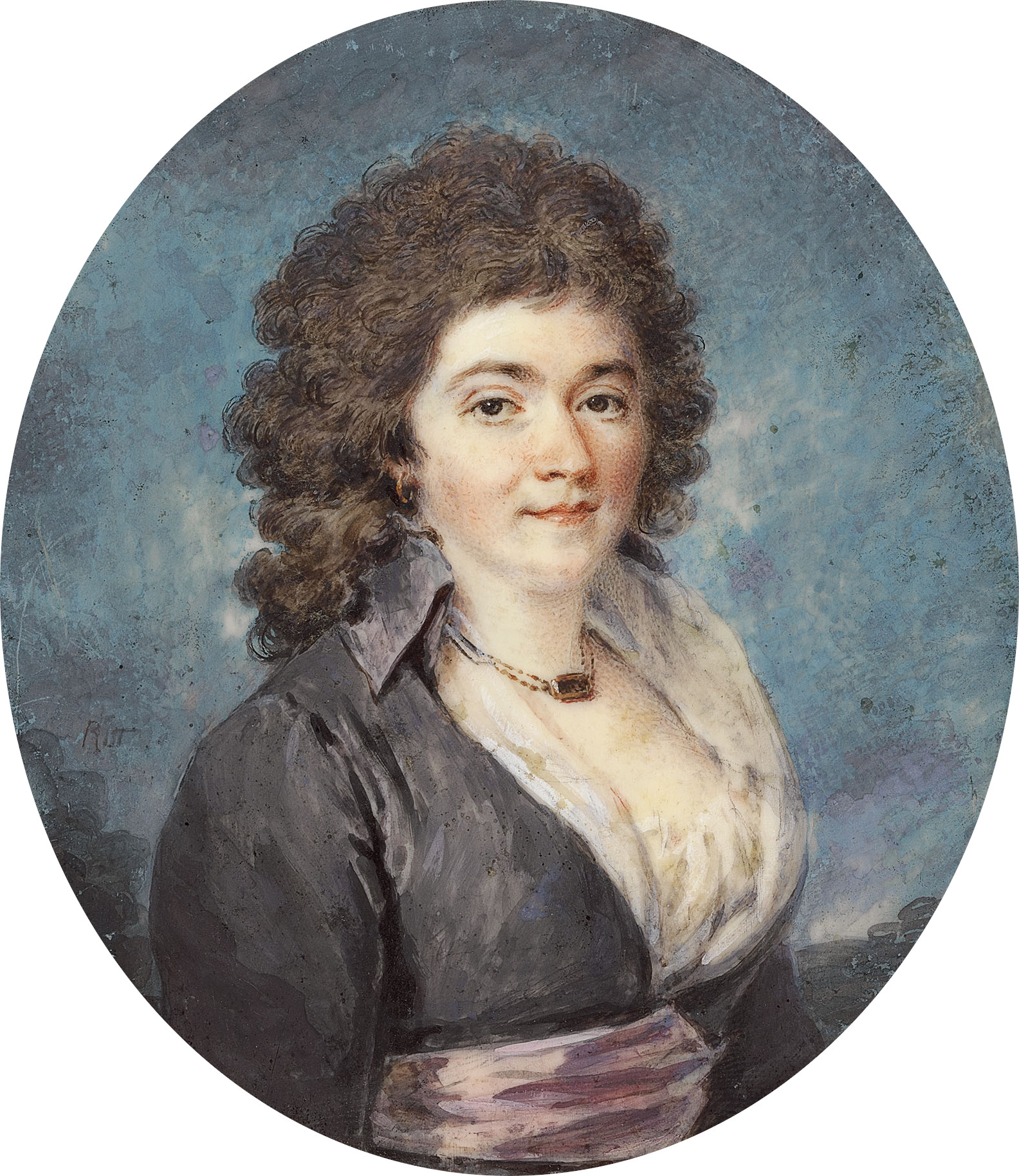
Ursula de Halwill

Il épouse le 23 mars 1784 la comtesse Ursula de Halwill 1765 - 1814), qui lui confère un rang plus conforme à la cour. Le roi et la reine assistent à la cérémonie avec une grande partie de la cour. Ursula accouche 4 enfants: 
- Gaspard-Philippe-Valentin d'Esterházy de Galantha et de Grodeck (1786-1838)
- Ladislas-Henri-Valentin d'Esterházy de Galantha (né 1797)
- Marie-Françoise-Léonide d'Esterházy de Galantha (née 1787)
- Marie-Anne-Everilde-Ursule d'Esterházy de Galantha (née 10 février 1791)

## Distinctions
Valentin Ladislas Esterházy est chevalier de Saint-Louis puis chevalier des ordres du roi.